# Bărbații în negru (film)
Bărbații în negru (engleză Men in Black) este un film SF american din 1997 regizat de Barry Sonnenfeld, cu Tommy Lee Jones, Will Smith, Linda Fiorentino, Vincent D'Onofrio, Rip Torn și Tony Shalhoub în rolurile principale. Filmul se bazează pe seria de benzi desenate Men in Black de Lowell Cunningham, inițial publicată de Aircel Comics. Efectele speciale și machiajul creaturilor a fost realizat de  Rick Baker. Premiera filmului a fost la 2 iulie 1997, iar distribuitorul Columbia Pictures a avut încasări de 587 de milioane $ la un buget de 90 de milioane $. Filmul are două continuări: Bărbații în negru II (2002) și Bărbați în negru 3 (2012), a inspirat un serial de animație intitulat  Men in Black: The Series (1997–2001).

## Rezumat
Bărbații în negru sunt membrii unei agenții speciale neguvernamentale care au ca misiune supravegherea extratereștrilor de pe Pământ. Agentul K (Tommy Lee Jones) a rămas fără partener și astfel îl ia sub protecția sa pe tânărul și neexperimentatul agent J (Will Smith). Un „gândac” extraterestru a aterizat pe planetă fără permisiune și încearcă să găsească o galaxie pe care un pitic verde a ascuns-o într-un glob de sticlă. Cei doi agenți trebuie să-l prindă pe Edgar. Odată cu terminarea misiunii, agentul K se retrage, ocazie pentru agentul J să-și ia o parteneră drăguță, pe Laurel (Linda Fiorentino). 

## Distribuție
- Tommy Lee Jones este Agent K
- Will Smith este Agent J, fost polițist N.Y.P.D.
- Linda Fiorentino este Laurel
- Vincent D'Onofrio este Edgar „gândacul”
- Rip Torn este Agent Zed: The head of the M.I.B.
- Tony Shalhoub este Jack Jeebs, un extraterestru proprietarul unui mic magazin care face trafic ilegal cu arme
- Siobhan Fallon Hogan este Beatrice, soția lui Edgar